# Raven Row
Raven Row és un centre d'exposicions d'art gratuït a l'àrea de Spitalfields, al districte de Tower Hamlets a Londres (Anglaterra). Va ser construït als números 56 i 58 d'Artillery Lane. Aquestes propietats van ser construïdes cap al 1690. La zona antigament s'utilitzava per provar l'artilleria i aquesta part del carril es coneixia com a Raven Row fins al 1895. Els números 56 i 58 havien estat reconstruïts a la dècada de 1750 per a l'ús dels teixidors i comerciants de seda hugonots. Els edificis van ser convertits en una galeria el 2009 pels arquitectes 6a en nom d'Alex Sainsbury, que va establir una organització benèfica per dirigir-lo. L'exposició inaugural va ser obra de l'artista novaiorquès Ray Johnson. Raven Row ha realitzat exposicions de KP Brehmer, Iain Baxter, Adam Chodzko, Suzanne Treister, Peter Kennard, Hilary Lloyd, Harun Farocki, Eduardo Paolozzi, Stephen Willats i Yvonne Rainer. Altres exposicions han estat comissariades per Richard Grayson, Lars Bang Larsen i Alice Motard.

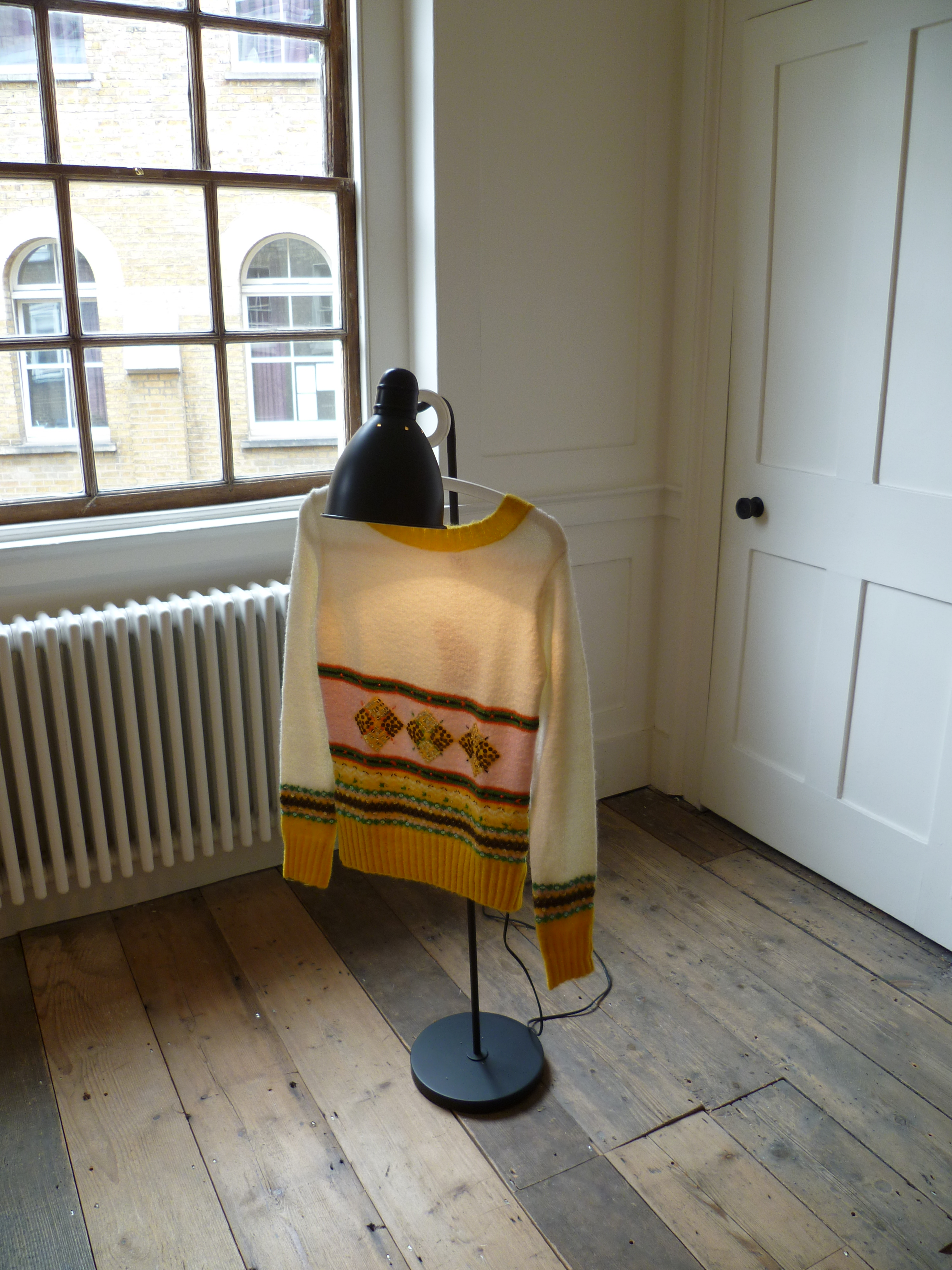
"Consider the Lillies (sic) of the Field" de Padraig Timoney a la seva exposició Fontwell Helix Feely de 2013.

Raven Row va suspendre la seva programació d'exposicions el 2017, amb la intenció de reprendre-la el 2020 (posteriorment es va endarrerir el 2021). Mentrestant, l'edifici Artillery Lane va ser utilitzat per grups i organitzacions sense ànim de lucre, com ara la galeria Piper Keys, Asia-Art-Activism Research Network, el Sindicat de Llogateres de Londres i East London Cable.